# Régence d'État
La régence d'État (en néerlandais : Staatsbewind) est la forme de gouvernement prise par la République batave entre 1801 et 1805. La régence d'État a été mise en place après un coup d'État fomenté le 14 septembre 1801 par trois des cinq membre du Directoire batave, Gerrit Jan Pijman, Augustijn Besier et Anthony van Haersolte et l'adoption d'une nouvelle constitution. Cette nouvelle constitution, rédigée notamment par Willem van Irhoven van Dam et modifiée par Napoléon Bonaparte et l'ambassadeur français Charles-Louis Huguet de Sémonville, entre en vigueur le 16 octobre 1801.
Composée de douze membres, la régence d'État dispose d'une présidence tournante pour une durée de trois mois. Elle est divisée en quatre sections de trois membres s'occupant des Affaires intérieures, extérieures, de la Justice et de la Guerre. Chaque section est dirigée par un secrétaire d'État et dispose de l'initiative législative. Le Corps législatif est composé de 35 membres. L'abolition du serment de haine au stathoudérat, décrété dans les premiers temps de la République batave, entraîne un retour aux affaires des régents et des orangistes.
La régence est remplacée le 29 avril 1805 par le grand pensionnaire Rutger Jan Schimmelpenninck.

## Composition
- Augustijn Besier, du 16 octobre 1801 au 17 décembre 1804 ;
- Willem de Beveren, du 16 octobre 1801 au 29 avril 1805 ;
- Gerard Brantsen, du 16 octobre 1801 au 29 avril 1805 ;
- Egbert van Burmania Rengers, du 17 octobre 1801 au 29 avril 1805 ;
- Anthony van Haersolte, du 16 octobre 1801 au 29 avril 1805 ;
- Samuel van Hoogstraten, du 16 octobre 1801 au 29 avril 1805 ;
- Daniël de Leeuw, du 16 octobre 1801 au 29 avril 1805 ;
- Otto Lewe van Aduard, du 16 octobre 1801 à décembre 1801 ;
  - Campegius Gockinga, du 4 janvier 1802 au 17 décembre 1804 ;
- Gerrit Pijman, du 16 octobre 1801 au  8 juin 1803 ;
  - Jan Bernd Bicker, du  8 juin 1803 au 29 avril 1805 ;
- Willem Queysen, du 16 octobre 1801 au 29 avril 1805 ;
- Jacob Spoors, du 16 octobre 1801 au 12 décembre 1804 ;
- Johannes Baptista Verheyen, du 16 octobre 1801 au 1er octobre 1803 ;
  - Cornelis Bijleveld, du 1er octobre 1803 au 29 avril 1805.

## Secrétaires d'État
- Secrétariat d'État : Carel Gerard Hultman, du 26 novembre 1802 au 1er mai 1805 ;
- Relations extérieures : Maarten van der Goes, du 16 octobre 1801 au 1er mai 1805 ;
- Justice : Jan Everhard Reuvens, du 16 octobre 1801 au 1er mars 1802 ;
- Guerre : Gerrit Jan Pijman, du 8 juin 1803 au 1er mai 1805.